# PO Ix 64001–65500
Die zweiachsigen offenen Güterwagen der Gattung Ix mit den Nummern 64001–65500 wurden 1917 von Canadian Car and Foundry für die französische Chemin de fer de Paris à Orléans (PO) gebaut.

## Geschichte
Zwischen 1907 und 1918 entstanden über 4600 Güterwagen dieser Gattung. Die meisten wurden in kleineren Serien in den bahneigenen Werkstätten der PO und von verschiedenen kleineren Wagenbauanstalten in Frankreich gebaut. Da während des Ersten Weltkrieges, aufgrund der damit verbundenen Zerstörung der Infrastruktur, keine Möglichkeit bestand, benötigte Wagen in einheimischen Werkstätten fertigen zu lassen, bestellte die PO 1916 bei der Canadian Car and Foundry in Montreal 1500 Stück, die im Frühjahr 1917 verschifft wurden.
Das Fahrgestell war aus Stahl, der Aufbau aus Holz gefertigt.
Die Gattungsbezeichnung wurde 1923 in TTk und die Nummern in 148401–149899 geändert. 1929 erhielten die Wagen die Bezeichnung TTKv oder TTKw. Die Nummerierung der Wagen blieb jedoch unverändert.
Wagen 64117 wurde 1921 oder 1922 für den Transport von Schlacke umgebaut und war bis 1930 im Dienst.
1934 waren noch 1494 Exemplare in den Inventarlisten verzeichnet.